# Geißelungskirche
Geißelungskirche, Kirche der Geißelung Christi oder der Geißelung des Herrn [Jesus], Kirche zum Gegeißelten Heiland, u. ä., nennt man Kirchen und Kapellen, die der Geißelung Christi gedenken. Sie sind spezielle Passionskirchen, der Gedenktag ist der Karfreitag (beweglicher Festtag, 1. Freitag vor Ostersonntag).

## Stammkirche
Stammkirche ist die kleine Geißelungskapelle an der Via Dolorosa in Jerusalem, die auf das 12. Jahrhundert zurückgeht (1838/1929 wiedererrichtet).
In anderen Sprachen:
- englisch Church of the Flagellation [of Christ / of Our Lord]
- französisch Église de la Flagellation [du Christ / de Notre Seigneur]

## Liste

### Deutschland
- in Amberg: Kapelle zum Gegeißelten Heiland
- in Aying, Ortsteil Dürrnhaar: Kapelle Zum gegeißelten Heiland
- in Bach: Kapelle zum Gegeißelten Heiland
- in Bärnau, Ortsteil Thanhausen: Wieskirche zum Gegeißelten Heiland
- in Buchenberg, Gemarkung Eschachried: Kapelle zum Gegeißelten Heiland
- in Freising: Wieskirche (Freising), Wallfahrtskirche „Zum gegeißelten Heiland“
- in Fronhofen: Kapelle zum Gegeißelten Heiland
- Wieskirche (Grub)
- in Hemau: Bergkapelle zum Gegeißelten Heiland
- in Hirschau, Ortsteil Ehenfeld: Kapelle zum Gegeißelten Heiland
- in Hohenburg, Gemarkung Allersburg, Malsbach: Kapelle zum Gegeißelten Heiland
- in Hohenfels, Gemarkung Markstetten, Friesmühle: Kapelle Gegeißelter Heiland
- in Neukirchen: Kapelle zum Gegeißelten Heiland
- in Niedermurach: Wieskapelle zum Gegeißelten Heiland
- in Oberhausen bei Neuburg an der Donau: Kapelle zum Gegeißelten Heiland
- in Pielenhofen: Wieskapelle zum Gegeißelten Heiland
- in Pilsting: Wieskapelle zum Gegeißelten Heiland
- in Regensburg: Kapelle zum Gegeißelten Heiland von Oberwinzer
- in Rieden (Oberpfalz), Gemeindeteil Vilshofen: Wieskirche zum Gegeißelten Heiland
- in Speinshart: Wieskirche zum Gegeißelten Heiland
- in Steinberg bei Neumarkt in der Oberpfalz: Wallfahrtskapelle zum Gegeißelten Heiland
- in Steingaden: Wieskirche, Wallfahrtskirche zum Gegeißelten Heiland auf der Wies
- in Velburg: Kapelle zum Gegeißelten Heiland

### Israel
- Geißelungskapelle Jerusalem

### Österreich
Steiermark
- Kalvarienbergkirche Breitegg
- Kapelle Gegeißelter Heiland in Raaba bei Graz
- Kalvarienberg (St. Radegund bei Graz), St. Radegund bei Graz, Steiermark
- Kirche „Zum Gegeißelten Heiland auf der Wies“, Wies